# دانیل سیبرت
دانیل سیبرت داور فوتبال آلمان است که در برلین مستقر است. او برای FC Nordost Berlin از اتحادیه فوتبال برلین داوری می کند. او داور فیفا است و به عنوان داور دسته اول یوفا رتبه‌بندی می‌شود.